# قلعه باخچله
قلعه باخچله مربوط به هزاره اول قبل از میلاد است و در شهرستان سقز، بخش صاحب، روستای آلکملو واقع شده و این اثر در تاریخ ۲۵ اسفند ۱۳۸۰ با شمارهٔ ثبت ۵۰۹۰ به‌عنوان یکی از آثار ملی ایران به ثبت رسیده است.